# Тремадокий
| Период  | Серия          | Етаж       | млн. год.   |
| ------- | -------------- | ---------- | ----------- |
| Силур   | Ландъврий      | Руданий    | младши      |
| Ордовик | Горен ордовик  | Хирнантий  | 445,2–443,4 |
| Ордовик | Горен ордовик  | Катий      | 453–445,2   |
| Ордовик | Горен ордовик  | Сандбий    | 458,4–453   |
| Ордовик | Среден ордовик | Дариуилий  | 467,3–458,4 |
| Ордовик | Среден ордовик | Дапингий   | 470–467,3   |
| Ордовик | Долен ордовик  | Флоий      | 477,7–470   |
| Ордовик | Долен ордовик  | Тремадокий | 485,4–477,7 |
| Камбрий | Фуронгий       | Пейбий     | старши      |

Тремадокий е най-ниският етаж на периода ордовик. Заедно с последващия флоий етап образуват епохата долен ордовик. Тремадокий продължава от преди 485,4 ± 1,9 допреди 477,7 ± 1,4 милиона години. Базата (началото) на тремадокий се дефинира като първата поява на конодонта Iapetognathus fluctivagus в GSSP разчленение в Нюфаундленд.
Тремадокий завършва с началото на флоий, която се дефинира като първата поява на Tetragraptus approximatus в GSSP в кариерата Диабасбротет, Вестергьотланд, Швеция.
Тремадокий е кръстен на селото Тремадог в Уелс. Името е предложено от Адам Седжуик през 1846 г.
Границата камбрий етаж 10-тремадокий е белязана от масовото измиране камбрий-ордовик. Това води до изчезването на много брахиоподи, конодонти и силно редуциране на броя на трилобитите. Като цяло размерът на биологичното разнообразие на камбрий се поддържа. Еволюционната радиация, която в крайна сметка утроява количеството на родовете през ордовик (Големият ордовикски взрив) бавно назрява през тремадокий.
Планктонните Graptolithina, важнен фосилен индекс, се появяват през тремадокий.